# K Sportclub Tongres
Maillots
Actualités
Dernière mise à jour : 31 juillet 2025.
Le Koninklijke Sport Klub Tongeren est un club belge de football basé à Tongres. Fondé en 1908, puis réactivé après la Première Guerre mondiale, ce club est porteur du matricule 54. Ses couleurs sont Bleu et Blanc.
La Ville de Tongres s'enorgueillit de son riche passé qui remonte à l'Antiqué. Un peuple gaulois, les Éburons occupa cette région. Un chef éburon, Ambiorix se souleva contre l'occupation romaine. Une statue représentant le meneur gaulois est édifiée dans la ville.
En vue de la saison 2021-2022, le club fusionne avec le club de Heur VV (4600), qui en formant un synergie de 2014 à 2021, lui a permis d'éviter la disparition. À la suite de cette fusion, le matricule 54 revient en séries nationale tout juste dix ans après les avoir quittées.
Le matricule 54 a joué deux saisons en Division 1 et a disputé une finale de Coupe de Belgique. Au total, il a disputé 82 saisons dans les divisions nationales.

## Changement de matricule
Le paysage footballistique de la ville de Tongres s'orna longtemps de la rivalité importante qui opposa, dès après la fin de la Première Guerre mondiale, les deux principaux clubs de l'entité: le Patria FC Tongres (71) et le CS Tongrois (73). Celui-ci changea d'appellation plusieurs fois (voir ci-dessous).
En 1947, le K. Tongersche SV "Cercle" (73) réclama auprès de la Fédération belge quant aux numéros matricules portés par les clubs. Le "Cercle" estimait incorrect d'avoir un numéro "plus grand" (73) que le Patria FC (71). Les dirigeants du Cercle estimaient que leur club, s'il s'était réaffilié après le Patria à la fin du premier conflit mondial, n'en était pas moins plus ancien puisque selon leurs dires créé initialement en 1908 et s'affilia une première fois en 1910. - Les numéros matricule sont attribués par la Fédération en fonction de la date d'affiliation - il démontra sa reconnaissance au titre de Société royale en 1933 (soit 25 ans après sa fondation initiale).
Les responsables fédéraux trouvèrent une astuce assez étonnante. Le Comité Exécutif de l'URBSFA décréta le 01/07/1947 que "Le K. TONGERSCHE S.V. "CERCLE" aurait dorénavant le no 54 au lieu du no 73." Le numéro matricule 54 avait été la "propriété", jusqu'en 1932, du CLUB SPORTIF UNION WELKENRAEDT-HERBESTAL (affiliation en 1911). En 1932, CLUB SPORTIF UNION WELKENRAEDT-HERBESTAL fusionna avec STANDARD BRUYERETOIS (331) pour former ALLIANCE WELKENRAEDT-BRUYERE (1858) - qui existe toujours - À cette époque, les règlements fédéraux imposaient un nouveau numéro matricule au club résultat d'une fusion et l'abandon de l'ancien numéro des clubs "fusionnants". En 1947, le numéro matricule 54 était donc "libre".
Voilà pourquoi le club actuel est porteur du matricule 54 et non du 73 qui lui avait été attribué initialement et qu'il porta pendant près de 19 ans.

## Fusion? Non, Synergie
Au terme de la saison 2011-2012, le « matricule 54 » qui a adopté le nom de K. Sportclub Tongeren est relégué en 1re provinciale après 43 saisons de présence en nationale. C'est une descente aux enfers qui attend le vénérable club. il est renvoyé en P2 au terme de l'exercice 2012-2013 et chute en P3 un an plus tard.
À la recherche d'une solution, les dirigeants du matricule 54 entretiennent des contacts positifs avec leurs homologues du KV Heur VV (matricule 4600) lequel manque de peu la montée en P1 en mai 2014. Des accords ont été trouvés. Les deux clubs collaborent durant la saison 2014-2015. L'équipe première s'aligne sous le « matricule 4600 » de Heur sous la dénomination K. FC Heur-Tongeren. Le « matricule 54 » du K. Sportclub Tongeren est toujours actif mais n'aligne que des équipes de jeunes.
Une fusion proprement dite devait intervenir en vue de la saison 2015-2016, mais celle-ci ne se concrétise pas. La situation reste celle d'une synergie entre les deux entités.
De son côté, le matricule 4600 progresse jusqu'en D2 Amateur.

## Retour aux affaires
- Après sept années sans aligner d'équipe Premières, le K. Sportclub Tongeren (54) « fusionne » avec le K. Heur VV (4600) et reprend son appellation de K. SK Tongeren sous le matricule 54 le 1er juillet 2021[2].

Dans la réalité, des faits, c'est un peu différent. La fusion est le seul moyen pour le matricule 54 de retrouver un échelon national (D2 Amateur) qui ne convient plus au matricule 4600. En remerciement envers le club d'Heur VV lequel a permis d'éviter la disparition d'un SK Tongeren exsangue en 2014, l'équipe B du matricule 54 jouera désormais en « Jaune et Noir », tandis que, bien évidemment, la sélection « Premières » retrouve sa légendaire combinaison « Bleu et Blanc ».
De son côté, le matricule 4600 disparait alors nombre de ses anciens rejoignent l'initiative, lancée en janvier 2021, par le VC Jekervalllei Sluizen (9701). Ce cercle créé en 2018 et jouant le P3 Limbourg propose une fusion entre quatre clubs locaux qui connaissent des manquements de personnels que des déficits budgétaires lesquels sont accrus avec l'annulation de l'exercice 2020-2021. Le matricule 9701 devient le VCJ Heur Sluizen en P3. Pour la saison 2022-2023, deux autres cercles - l'Union FC Rutten (6238) et le Valencia VC Piringen (7137) - devraient entrer dans cette entité dont le nom deviendrait Unico Tongeren ,.

## Finaliste de Coupe de Belgique
À l'époque pensionnaire de Division 2, le K. SK Tongeren atteignit la finale de la Coupe de Belgique 1974. Il s'y inclina contre le K. SV Waregem (4-1).

## Repères historiques
- 1908 - Fondation du CERCLE SPORTIF TONGROIS. (date présumée)
- 1910 - 27/02/1910, CERCLE SPORTIF TONGROIS s'affilia à l'UBSSA (USBFA en 1912 et aujourd'hui URBSFA).
- avant 1914 - CERCLE SPORTIF TONGROIS arrêta ses activités.
- 1917 - Reconstitution du CERCLE SPORTIF TONGROIS qui s'affilia à l'UBSFA le 23/04/1917.
- 1925 - CERCLE SPORTIF TONGROIS accéda pour la première fois aux séries nationales. Son premier séjour dura 8 saisons. Il fut le 3e club de la Province de Limbourg à parvenir en "nationale".
- 1926 - CERCLE SPORTIF TONGROIS se vit attribuer le matricule 73.
- 1935 - CERCLE SPORTIF TONGROIS (73) remonta en séries nationales. Cette fois il y resta 29 saisons consécutives.
- 1935 - 07/07/1935, CERCLE SPORTIF TONGROIS (73) fut reconnu Société Royale et prit le nom de ROYAL CERCLE SPORTIF TONGROIS (73) le 30/10/1935.
- 1939 - 31/08/1939, ROYAL CERCLE SPORTIF TONGROIS (73) changea son nom en KONINKLIJKE TONGERSCHE SPORTVEREENIGING "CERCLE" (73).
- 1947 - KONINKLIJKE TONGERSCHE SPORTVEREENIGING "CERCLE" (73) obtint gain de cause dans sa réclamation concernant les numéros matricules (voir ci-dessus). KONINKLIJKE TONGERSCHE SPORTVEREENIGING "CERCLE" vit son matricule devenir le 54.
- 1968 - KONINKLIJKE TONGERSCHE SPORTVEREENIGING "CERCLE" (54) fut relégué hors des séries nationales après 30 saisons consécutives de présence.
- 1969 - 01/07/1969, fusion de KONINKLIJKE TONGERSCHE SPORTVEREENIGING "CERCLE" (54) et de KONINKLIJKE PATRIA FOOTBALL CLUB TONGEREN (71) pour former SPORTKLUB TONGEREN (54).
- 1969 - 09/07/1969, 'SPORTKLUB TONGEREN (54) changea son appellation en KONINKLIJKE SPORTKLUB TONGEREN (54).

- 1974 - KONINKLIJKE SPORTKLUB TONGEREN (54) disputa la finale de la Coupe de Belgique.
- 1981 - KONINKLIJKE SPORTKLUB TONGEREN (54) accéda à la Division 1. Il y resta deux saisons.
- 2006 - KONINKLIJKE SPORTKLUB TONGEREN (54) fusionna avec FOOTBALL CLUB HEDERA MILLEN (5708) pour former KONINKLIJKE SPORTKLUB TONGEREN HEDERA MILLEN (KSKTHM) (54).
- 2010 - KONINKLIJKE SPORTKLUB TONGEREN HEDERA MILLEN (KSKTHM) (54) fut relégué en Promotion. C'est la première fois depuis 1970 que le matricule 54 descend plus bas que le 3e niveau national.
- 2012 - KONINKLIJKE SPORTKLUB TONGEREN HEDERA MILLEN (KSKTHM) (54) fut relégué en 1re provinciale. Le club quitte les séries nationales après une présence de 43 saisons consécutives.
- 2014 - KONINKLIJKE SPORTKLUB TONGEREN HEDERA MILLEN (KSKTHM) (54) conclut un accord avec le KONINKLIJKE VOETBAL CLUB HEUR VOETBAL VERENINGING (4600). Les deux clubs vont collaborer durant la saison 2014-2015 avec l'intention de fusionner en vue de la saison 2015-2016. Le matricule 54 prend l'appellation de KONINKLIJKE SPORTCLUB TONGEREN (54) alors que le KONINKLIJKE VOETBAL CLUB HEUR VOETBAL VERENINGING (4600) devient le KONINKLIJKE FOOTBALL CLUB HEUR-TONGEREN (4600).
- 2021 - KONINKLIJKE SPORTCLUB TONGEREN (54) fusionne avec le KONINKLIJKE VOETBAL CLUB HEUR VOETBAL VERENINGING (4600) pour former le KONINKLIJKE SPORT KLUB TONGEREN (54), le matricule 4600 disparaît.

## Anciens logos

Logo des années 2000-2010

## Résultats dans les divisions nationales
Statistiques mises à jour le 9 décembre 2024 (terme de la saison 2023-2024)

### Bilan
| Niv | Divisions     | Jouées | Titres | TM Up | TM Down |
| --- | ------------- | ------ | ------ | ----- | ------- |
| I   | 1re nationale | 2      | 0      |       |         |
| II  | 2e nationale  | 35     | 1      | 7     | 1       |
| III | 3e nationale  | 36     | 3      | 2     | 1       |
| IV  | 4e nationale  | 11     | 2      |       |         |
| V   | 5e nationale  | 0      | 0      |       |         |
|     |               |        |        |       |         |
|     | TOTAUX        | 84     | 6      | 9     | 2       |

- TM Up : test-match pour départager des égalités, ou toutes formes de Barrages ou de Tour final pour une montée éventuelle.
- TM Down : test-match pour départager des égalités, ou toutes formes de Barrages ou de Tour final pour le maintien.

### Classements saison par saison
| Ordre               | Saison  | Nom du club               | Niveau                  | Classement final | Remarques           |
| ------------------- | ------- | ------------------------- | ----------------------- | ---------------- | ------------------- |
| 1                   | 1925-26 | CS Tongrois               | Promotion (D2) série B  | 8e/14            | Test-match          |
| 2                   | 1926-27 | CS Tongrois               | Promotion (D3) série B  | Champion         | Promu !             |
| 3                   | 1927-28 | CS Tongrois               | Division 1 (D2)         | 9e/14            |                     |
| 4                   | 1928-29 | CS Tongrois               | Division 1 (D2)         | 12e/14           | Relégué !           |
| 5                   | 1929-30 | CS Tongrois               | Promotion (D3) série C  | 4e/14            |                     |
| 6                   | 1930-31 | CS Tongrois               | Promotion (D3) série C  | 11e/14           |                     |
| 7                   | 1931-32 | CS Tongrois               | Promotion (D3) série D  | 9e/14            |                     |
| 8                   | 1932-33 | CS Tongrois               | Promotion (D3) série D  | 13e/14           | Relégué !           |
|                     |         |                           |                         |                  | séries régionales   |
| 9                   | 1935-36 | CS Tongrois               | Promotion (D3) série C  | 11e/14           |                     |
| 10                  | 1936-37 | R. CS Tongrois            | Promotion (D3) série C  | 5e/14            |                     |
| 11                  | 1937-38 | R. CS Tongrois            | Promotion (D3) série B  | 9e/14            |                     |
| 12                  | 1938-39 | R. CS Tongrois            | Promotion (D3) série D  | 2e/14            |                     |
|                     | 1939-40 | Compétitions arrêtées     |                         |                  |                     |
|                     | 1940-41 | Compétitions régionales   |                         |                  |                     |
| 13                  | 1941-42 | K. Tongersche SV "Cercle" | Promotion (D3) série D  | Champion         | Promu !             |
| 14                  | 1942-43 | K. Tongersche SV "Cercle" | Division 1 (D2) série A | 4e/16            |                     |
| 15                  | 1943-44 | K. Tongersche SV "Cercle" | Division 1 (D2) série B | 11e/15           |                     |
|                     | 1944-45 | Compétitions arrêtées     |                         |                  |                     |
| 16                  | 1945-46 | K. Tongersche SV "Cercle" | Division 1 (D2) série B | 9e/18            |                     |
| 17                  | 1946-47 | K. Tongersche SV "Cercle" | Division 1 (D2) série A | 11e/17           |                     |
| 18                  | 1947-48 | K. Tongersche SV "Cercle" | Division 1 (D2) série B | 5e/16            |                     |
| 19                  | 1947-48 | K. Tongersche SV "Cercle" | Division 1 (D2) série A | 9e/16            |                     |
| 20                  | 1948-49 | K. Tongersche SV "Cercle" | Division 1 (D2) série B | 14e/16           |                     |
| 21                  | 1949-50 | K. Tongersche SV "Cercle" | Division 1 (D2) série A | 4e/16            |                     |
| 22                  | 1951-52 | K. Tongersche SV "Cercle" | Division 1 (D2) série B | 13e/16           | Relégué !           |
| 23                  | 1952-53 | K. Tongersche SV "Cercle" | Division 3 série A      | 3e/16            |                     |
| 24                  | 1953-54 | K. Tongersche SV "Cercle" | Division 3 série B      | 6e/16            |                     |
| 25                  | 1954-55 | K. Tongersche SV "Cercle" | Division 3 série A      | 3e/16            |                     |
| 26                  | 1955-56 | K. Tongersche SV "Cercle" | Division 3 série B      | 9e/16            |                     |
| 27                  | 1956-57 | K. Tongersche SV "Cercle" | Division 3 série A      | 5e/16            |                     |
| 28                  | 1957-58 | K. Tongersche SV "Cercle" | Division 3 série B      | 14e/16           |                     |
| 29                  | 1958-59 | K. Tongersche SV "Cercle" | Division 3 série A      | 15e/16           | Relégué !           |
| 30                  | 1959-60 | K. Tongersche SV "Cercle" | Promotion série B       | 2e/16            |                     |
| 31                  | 1960-61 | K. Tongersche SV "Cercle" | Promotion série C       | Champion         | Promu !             |
| 32                  | 1961-62 | K. Tongersche SV "Cercle" | Division 3 série B      | 12e/16           |                     |
| 33                  | 1962-63 | K. Tongersche SV "Cercle" | Division 3 série A      | 10e/16           |                     |
| 34                  | 1963-64 | K. Tongersche SV "Cercle" | Division 3 série A      | 15e/16           | Relégué !           |
| 35                  | 1964-65 | K. Tongersche SV "Cercle" | Promotion série A       | 5e/16            |                     |
| 36                  | 1965-66 | K. Tongersche SV "Cercle" | Promotion série B       | 12e/16           |                     |
| 37                  | 1966-67 | K. Tongersche SV "Cercle" | Promotion série C       | 2e/16            |                     |
| 38                  | 1967-68 | K. Tongersche SV "Cercle" | Promotion série D       | 14e/16           | Relégué !           |
|                     |         |                           |                         |                  | séries provinciales |
| 39                  | 1969-70 | K. SK Tongeren            | Promotion série D       | Champion         | Promu !             |
| 40                  | 1970-71 | K. SK Tongeren            | Division 3 série A      | Champion         | Promu !             |
| 41                  | 1971-72 | K. SK Tongeren            | Division 2              | 9e/16            |                     |
| 42                  | 1972-73 | K. SK Tongeren            | Division 2              | 5e/16            |                     |
| 43                  | 1973-74 | K. SK Tongeren            | Division 2              | 7e/16            |                     |
| 44                  | 1974-75 | K. SK Tongeren            | Division 2              | 4e/16            | Tour final          |
| 45                  | 1975-76 | K. SK Tongeren            | Division 2              | 5e/16            | Tour final          |
| 46                  | 1976-77 | K. SK Tongeren            | Division 2              | 11e/16           |                     |
| 47                  | 1977-78 | K. SK Tongeren            | Division 2              | 3e/16            | Tour final          |
| 48                  | 1978-79 | K. SK Tongeren            | Division 2              | 2e/16            | Tour final          |
| 49                  | 1979-80 | K. SK Tongeren            | Division 2              | 3e/16            | Tour final          |
| 50                  | 1980-81 | K. SK Tongeren            | Division 2              | Champion         | Promu !             |
| 51                  | 1981-82 | K. SK Tongeren            | Division 1              | 10e/18           |                     |
| 52                  | 1982-83 | K. SK Tongeren            | Division 1              | 17e/18           | Relégué !           |
| 53                  | 1983-84 | K. SK Tongeren            | Division 2              | 7e/16            |                     |
| 54                  | 1984-85 | K. SK Tongeren            | Division 2              | 6e/16            |                     |
| 55                  | 1985-86 | K. SK Tongeren            | Division 2              | 5e/16            |                     |
| 56                  | 1986-87 | K. SK Tongeren            | Division 2              | 4e/16            | Tour final          |
| 57                  | 1987-88 | K. SK Tongeren            | Division 2              | 6e/16            |                     |
| 58                  | 1988-89 | K. SK Tongeren            | Division 2              | 12e/16           |                     |
| 59                  | 1989-90 | K. SK Tongeren            | Division 2              | 14e/16           |                     |
| 60                  | 1990-91 | K. SK Tongeren            | Division 2              | 15e/16           |                     |
| 61                  | 1991-92 | K. SK Tongeren            | Division 2              | 14e/16           |                     |
| 62                  | 1992-93 | K. SK Tongeren            | Division 2              | 5e/16            | Tour final          |
| 63                  | 1993-94 | K. SK Tongeren            | Division 2              | 12e/16           |                     |
| 64                  | 1994-95 | K. SK Tongeren            | Division 2              | 9e/18            |                     |
| 65                  | 1995-96 | K. SK Tongeren            | Division 2              | 17e/18           | Relégué !           |
| 66                  | 1996-97 | K. SK Tongeren            | Division 3 série B      | 10e/16           |                     |
| 67                  | 1997-98 | K. SK Tongeren            | Division 3 série B      | 3e/16            | Tour final          |
| 68                  | 1998-99 | K. SK Tongeren            | Division 3 série B      | 10e/16           |                     |
| 69                  | 99-2000 | K. SK Tongeren            | Division 3 série B      | 9e/16            |                     |
| 70                  | 2000-01 | K. SK Tongeren            | Division 3 série B      | 10e/16           |                     |
| 71                  | 2001-02 | K. SK Tongeren            | Division 3 série B      | 12e/16           |                     |
| 72                  | 2002-03 | K. SK Tongeren            | Division 3 série B      | 8e/16            |                     |
| 73                  | 2003-04 | K. SK Tongeren            | Division 3 série B      | 10e/16           |                     |
| 74                  | 2004-05 | K. SK Tongeren            | Division 3 série B      | 3e/16            | Tour final          |
| 75                  | 2005-06 | K. SK Tongeren            | Division 3 série B      | 9e/16            |                     |
| 76                  | 2006-07 | K. SK Tongeren HM         | Division 3 série B      | 6e/16            |                     |
| 77                  | 2007-08 | K. SK Tongeren HM         | Division 3 série B      | 9e/16            |                     |
| 78                  | 2008-09 | K. SK Tongeren HM         | Division 3 série B      | 11e/16           |                     |
| 79                  | 2009-10 | K. SK Tongeren HM         | Division 3 série B      | 16e/18           | Barrages            |
| 80                  | 2010-11 | K. SK Tongeren HM         | Promotion série C       | 6e / 16          |                     |
| 81                  | 2011-12 | K. SK Tongeren HM         | Promotion série C       | 16e / 16         | Relégué !           |
| séries provinciales |         |                           |                         |                  |                     |
| 82                  | 2021-22 | K. SK Tongeren            | D2 Amateur VV série B   | 12e/ 16          |                     |
| 83                  | 2022-23 | K. SK Tongeren            | Nationale 2 VV série B  | 5e/18            |                     |
| 84                  | 2023-24 | K. SK Tongeren            | Nationale 2 VV série B  | 8e/18            |                     |
| 85                  | 2024-25 | K. SK Tongeren            | Nationale 2 VV série B  | ... /16          |                     |

### Sources
- DICTIONNAIRE DES CLUBS AFFILIES A L'URBSFA DEPUIS 1895 - archives URBSFA et foot 100 asbl